# 1665
1665 (MDCLXV) a fost un an obișnuit al calendarului gregorian, care a început într-o zi de marți.

## Evenimente
- A început al doilea război anglo-olandez (1665-1667), între flotele navale ale Angliei și Provinciile Unite, al doilea conflict dintr-o serie de patru războaie.

## Nașteri
- 6 februarie: Anna a Marii Britanii, regina Marii Britanii (d. 1714)

## Decese
- 17 septembrie: Filip al IV-lea al Spaniei, 60 ani (n. 1605)